# AlʿAzi
AlʿAzi (arabisch العازي, DMG Al-ʿĀzī, hebräisch אַלְ-עַזִּי Al-ʿAzzī) ist ein Dorf in Israel. Im Jahre 2023 betrug die Zahl der Einwohner 193 Personen. Politisch ist das Dorf ein Teil des Regionalrats Joʾav, ein Zusammenschluss mehrerer Kommunen zur Wahrnehmung gemeinsamer Aufgaben und Interessen, der zum Südbezirk (Israel) gehört.

## Lage
Das Dorf alʿAzi befindet sich etwa auf halbem Wege zwischen Tel Aviv (50 Kilometer nördlich) und Beʾer Scheva (60 Kilometer südlich). Nächstgelegene Großstadt ist Aschdod, 24 Kilometer westlich vom Dorf, bis zur Hauptstadt Jerusalem sind es dagegen 77 Kilometer gen Osten.
Landschaftlich ist alʿAzi eingebettet in die Hügel der westlich des Judäischen Berglands vorgelagerten Schfelah und liegt auf 93 Meter über dem Meeresspiegel. Südlich des Dorfes passiert der Bach Nachal haʾEla (hebräisch נַחַל האֵלָה, arabisch وادي الطَراطر, DMG Wādī'l-Ṭarāṭir), der aus dem nordöstlich gelegenen Elah-Tal (Terebinthental) im Judäischen Bergland herabfließt.

## Weitere Namen
Neben dem hebräischen alʿAzzi besteht die korrekt transliterierte Namensvariante אַלְעָאזִי al-ʿĀsī. Das Dorf umfasst zwei Ortslagen, die neuere am westlichen Ortsrand gelegene خِرْبَة طَرْطَر / Ḫirbat Ṭarṭar (auch خِرْبَة الطَراطر / Ḫirbat al-Ṭarāṭir) und die ältere, östlicher gelegene خِرْبَة إسطاس / Ḫirbat Isṭās (auch Ḫirbat Isṭis). Das dort im 19. Jahrhundert angelegte Vorwerk wurde auf hebräisch חַוַּת אַלְעָאזִי Chawwat al-ʿĀzī (Bauernhof alʿĀzī) genannt. Der häufige arabische Namensbestandteil Chirbat … (خِرْبَة …, DMG Ḫirbat …) bedeutet Ruine von … und verweist auf die Reste meist antiker, byzantinischer oder kreuzfahrerzeitlicher Baulichkeiten.

## Geschichte
Die Einwohner alʿAzis sind, bis auf eine jüdische Familie, muslimische arabische Israelis, die dem großen Familienverband alʿAzza (العزة) angehören. Ihre Vorfahren kamen zu Beginn des 19. Jahrhunderts vom Westhang des Hochlandes von Hebron, südlicher Teil des Judäischen Berglands. Die Region gehörte zum osmanischen Mutesarriflik Jerusalem. Zunächst waren die Familienmitglieder mittellos und arbeiteten als Landarbeiter und Hirten. Im 19. Jahrhunderts erhob sich Familie alʿAzza zu einem Bauernaufstand gegen die Herrschaft des Osmanischen Reiches (1516–1918).
Im Laufe der Jahre etablierten sie sich und begannen, Grundstücke zu kaufen, wobei ihnen die niedrigen Grundstückspreise damals zu passe kamen. Die Familie baute an mehreren Standorten im Dreieck zwischen Bayt Ǧibrin, ʿAgur und Tall alSafi in der südlichen Hügellandschaft Schfelah auf ihren Ländereien Bauernhöfe, wo die Familie daher sehr einflussreich wurde. So gründete die Familie auch das landwirtschaftliche Vorwerk in خِرْبَة إسطاس / Ḫirbat Isṭās etwa 4,5 Kilometer westnordwestlich von Tall alSafi. Im letzten Drittel des 19. Jahrhunderts unterhielt die Familie alʿAzza gute Beziehungen zum osmanischen Sultan und Kalifen aller Muslime Abdülhamid II., der ihnen ihre Besitztümer durch Kuschan (كوشان; ein osmanischer Grundstückstitel) als Eigentum bestätigte.
Der osmanische Versuch im Ersten Weltkrieg auf Seiten der Mittelmächte, den Suezkanal zu blockieren, um so die Verbindungen zwischen den Teilen des Britischen Imperiums auf weite Umwege zu zwingen und im Falle eines Sieges das bis 1882 osmanische Chedivat Ägypten dem britischen Einfluss wieder zu entreißen, endete schließlich mit der Niederlage und Auflösung des Osmanischen Reiches. Der 1915 durch die osmanische Armee eröffnete Sinaifeldzug scheiterte aber mangels Nachschub. Darauf trat das deutsche Asien-Korps mit zeitweise bis zu 16.000 Mann den Osmanen zur Seite. Mit deutscher Hilfe entstand von Januar bis Oktober 1915 die Militärbahn Masʿūdiyya–Sinai, deren Trasse in Sichtweite an Chirbat Istas vorbeiführt.
Die Gegenoffensive der Egyptian Expeditionary Force der Triple Entente vertrieb die Streitkräfte der Mittelmächte vom ägyptischen Sinai und überschritt 1917 die osmanische Grenze ins Mutesarriflik Jerusalem, das westliche Pilger, Theologen, Historiker und Geographen als Teil Palästinas ansahen, weshalb die Kriegsberichte hier von Palästinafront sprechen. Unter Gefechten, die meist die Entente siegreich für sich entschied, nahmen die zurückweichenden Deutschen im November 1917 zeitweise ihr Hauptquartier in Tall alSafi. Bis 16. November 1917 nahmen Einheiten der Australian Mounted Division Chirbat Istas ein.

### Zeit des Palästina-Mandats
Nachdem Briten und Franzosen schon während des Ersten Weltkriegs vereinbarten, die arabisch besiedelten Gebiete des Osmanischen Reichs unter sich aufzuteilen, besetzten sie 1917/1918 die Gebiete wie abgesprochen. Chirbat Istas kam unter britische Besatzung, die der Völkerbund 1922 als Völkerbundsmandat für Palästina unter britischer Zivilverwaltung in eine geregelte Form überführte. Die Mandatsbestimmungen sahen vor, das Land in Bildung, Gesellschaft, Recht, Verwaltung und Wirtschaft zu modernen Standards zu führen, um es auf eine spätere, zeitlich unbestimmte Unabhängigkeit vorzubereiten. Dabei sollte die britische Mandatsverwaltung allen Einwohner des Landes gleiche Rechte sichern und die seit den 1880er Jahren entstandene jüdische Heimstatt fördern und wahren. Die Mandatsverwaltung Government of Palestine erließ 1924 die Palestinian Citizenship Order (Verordnung die Palästinensische Staatsbürgerschaft betreffend), womit die Bewohner des Landes mit Wirkung ab 1. Januar 1925 erstmals Palästinenser mit eigener Staatsbürgerschaft wurden.
Ein Konflikt zwischen nichtjüdischen, meist arabischen und jüdischen, zu geringem Anteil arabischen Palästinensern war durch die gesamte Mandatszeit mehr oder minder virulent. Die einflussreiche muslimische arabische Familie alHussayni nahm unter anderem mit Muhammed Amin alHussayni, Mufti von Jerusalem, die Führung der arabischen Palästinenser für sich in Anspruch.
ʿAbd alRahman alʿAzza, Mitglied des Familienverbands in Bayt Ǧibrin, ging zu Beginn der 1930er Jahre in Opposition zu Familie alHussayni. Während des Großen Arabischen Aufstands (1936–1939), seinerzeit größte Erhebung gegen eine britische Kolonialverwaltung mit vielen tödlichen Gewaltakten seitens arabischer Angreifer gegen tatsächliche und vermeintliche Vertreter der Mandatsmacht und gegen die Minderheit jüdischer Palästinenser, stand ʿAbd alRahman alʿAzza (عبد الرحمن العزة) an der Spitze einer Rebellengruppe. Aber 1938 trennte er sich von den Aufständischen und wechselte zu den paramilitärischen فصائل السلام / Faṣāʾil al-Salām / ‚Friedensgruppen‘ der Nationalen Verteidigungspartei um Fachri alNaschaschibi (فخري النشاشيبي), die arabische Angriffe zu verhüten suchten.
Auf Ländereien des Dorfes Idhnibbah nördlich Tall al-Safis, die ihre Eigentümer an den Jüdischen Nationalfonds verkauft hatten, gründeten am 28. Juli 1937 jüdische Einwanderer aus den USA den Kibbuz Kfar Menachem als Turm-und-Palisaden-Siedlung, später stießen deutsche Flüchtlinge hinzu. Ein weiteres Mitglied des Familienverbands, Hāddsch Ismaʿil alʿAzza (إسماعيل العزة; 1894─1966), der allein 6000 metrische Dunam Agrarland in der Gegend besaß und in Chirbat Istas wohnte, mühte sich um gut-nachbarschaftliche Beziehungen zu den Menschen im etwa drei Kilometer nordöstlich gelegenen Kfar Menachem. Er willigte ein, über sein Land ab der Kreuzung Zomet al-Masmijjah (צֹמֶת אַלְ-מַסְמִיָּה) eine asphaltierte Straßenverbindung zum Kibbuz anzulegen, weil sie schließlich allen Bewohnern der Gegend zugute komme.
Nachdem die Briten ihren Mandatsauftrag zur Verwaltung Palästinas an die UNO, als Nachfolger des Völkerbundes, zurückgaben, fasste diese Beschlüsse für die Zukunft des Landes. Gemäß den Völkerbundsbestimmungen von 1922 für das Palästina-Mandat war die jüdische Heimstatt zu fördern und zu wahren, wie die Rechte der arabischen Nichtjuden im Lande.
Darauf fasste am 29. November 1947 die Mehrheit der Mitglieder der UNO den Beschluss, das Mandatsgebiet im Mai 1948 zu teilen, in einen Staat für Juden und einen für nichtjüdische Araber. Die südliche Schfelah mit alʿAzi und Kfar Menachem sollte Teil des nichtjüdisch-arabischen Staates sein.
Die benachbarten Staaten – sämtlich Mitglieder der Arabischen Liga – kündigten die Invasionen ihrer Streitkräfte an. Im Vorlauf dieser angekündigten Invasionen mühten sich die nationalen Bewegungen im Lande – antizionistische überwiegend nichtjüdische einerseits und andererseits zionistische überwiegend jüdische Palästinenser – darum, auch mit Gewalt Positionen und Posten einzunehmen bzw. zu halten, die im bevorstehenden Krieg strategisch wichtig erschienen, was sich zum Bürgerkrieg zwischen arabischen und jüdischen Palästinensern (Dezember 1947─Mai 1948) auswuchs.
Ab März 1948 blockierten arabische Milizen, die keinem zentralen Kommando unterstanden, für jüdische Reisende und ihre Transporte die Wege von und zu vielen inmitten vorwiegend arabischer Siedlungsräume vereinzelt gelegenen jüdischen Orten in der Schfelah. Die Hagannah eskortierte Konvois mit gepanzerten Fahrzeugen, was als Ringen um die Wege (מַאֲבָק עַל הַדְּרָכִים Maʾavaq ʿal haDrachīm) in die Militärgeschichte einging.

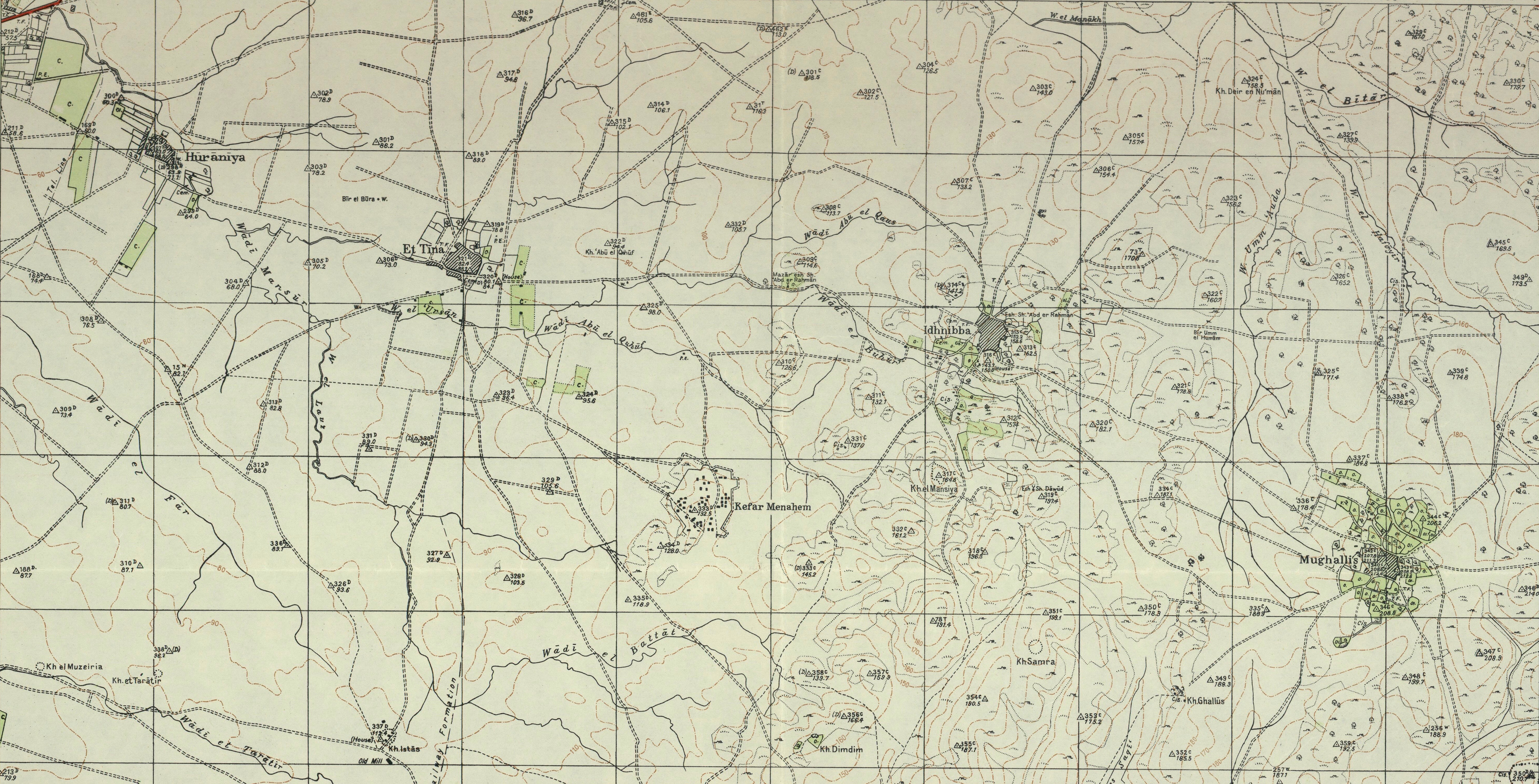
Vier arabische Dörfer, später durch die Hagannah erobert, die deren Bewohner in die Flucht trieb, Kfar Menachem (Mitte) und Chirbat alTaratir und Chirbat Istas im südwestlichen Eck einer Landkarte von 1948

Mit der Operation Baraq (hebräisch מִבְצַע בָּרָק Mivza Baraq; 4.–15. Mai 1948) entsandte die Hagannah ihre Givʿati-Brigade zum Entsatz der abgeschnittenen jüdischen Orte, wobei sie 16 arabische Orte eroberte, von denen jeweils Blockaden ausgingen, wobei deren Einwohner einenteils flohen und anderenteils vertrieben wurden. Chirbat Istas, das Kfar Menachem nicht blockierte, blieb als einziger arabischer Ort in der Schfelah bestehen und bildet heute die ältere der beiden Ortslagen AlʿAzis.
Die Givʿati-Brigade kam ins Dorf und riet Ismaʿil alʿAzza sich bis Ende des Krieges in das Haus seines Vaters Chalil alʿAzzas (خليل العزة; 1942 gestorben) in Abu Kabir zurückzuziehen. Sein landwirtschaftliches Gerät, darunter auch moderne Maschinen (Traktor), übergab Ismaʿil alʿAzza in Gewahrsam den Freunden in Kfar Menachem. Dann begab er sich in den Bayt alʿAzza in Abu Kabir und blieb auch, als am 10. Mai die Briten abzogen und jüdische Einheiten den Ort übernahmen. Sechs seiner fünfzehn Kinder zogen sich aus dem umkämpften Bereich zu Verwandten ins Hochland von Hebron zurück, während die anderen in Chirbat Istas blieben, um sich weiter um die Landwirtschaft, vor allem das Vieh zu kümmern. Zu den Angehörigen, die 1948 Chirbat Istas verließen, gehörte ʿAbbas alʿAzza (عباس العزة).

### Seit Gründung Israels
Seit den frühen Maitagen 1948 war Chirbat Istas Teil des jüdisch gehaltenen Gebiets in Palästina, womit es mit Staatsgründung Israels am 14. Mai 1948, an welchem das britische Mandat um Mitternacht auslief, Teil des neuen Staats wurde. Am 15. Mai 1948 überschritten Streitkräfte Ägyptens, Arabische Legion, irakische Streitkräfte, Streitkräfte des Libanon und syrisches Heer die Grenzen und eröffneten den Krieg um Israels Unabhängigkeit.

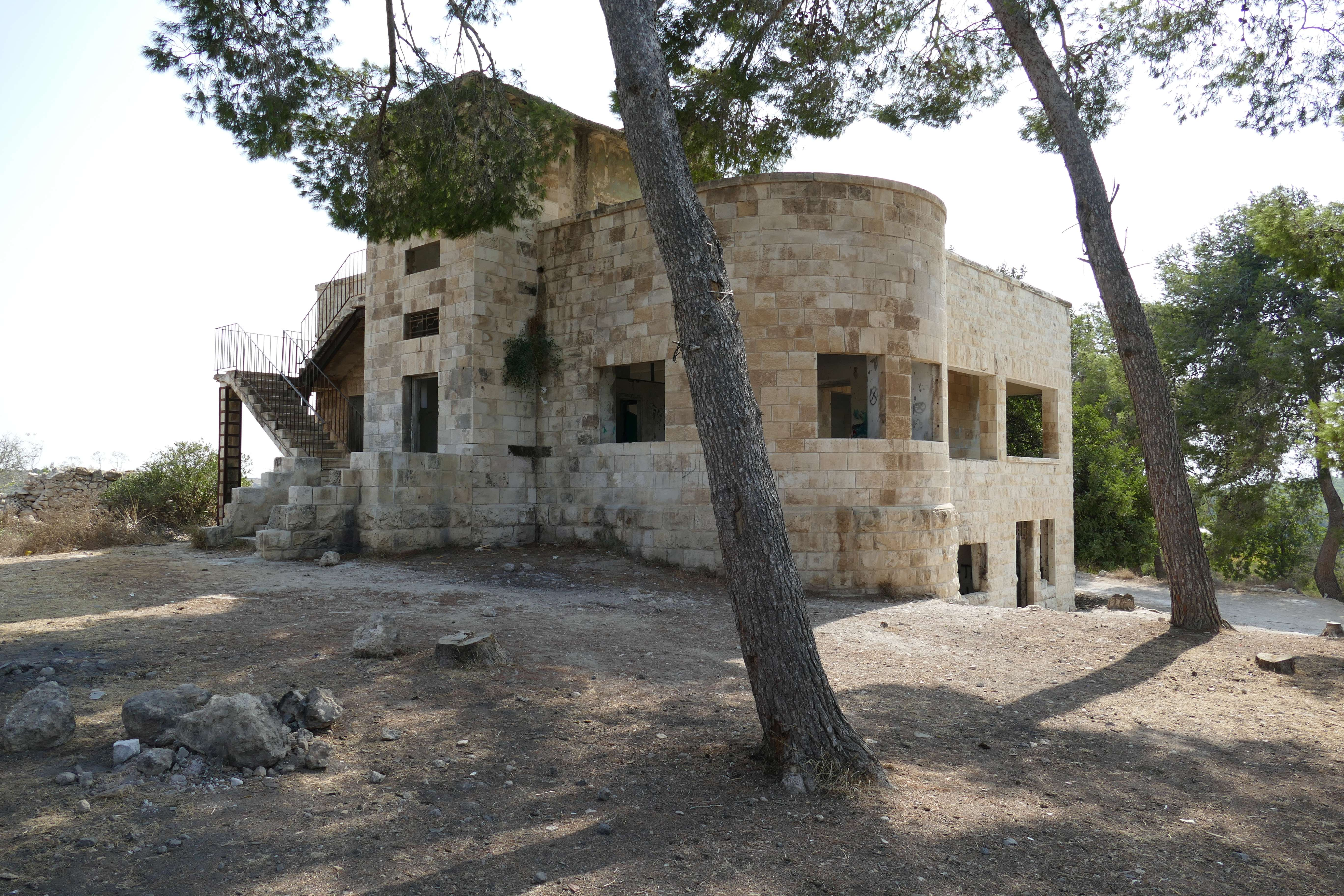
Villa in Bayt Ǧibrin / Beit Guvrin, 2018

Während israelisches Militär Chirbat Istas halten konnte, besetzte die ägyptische Armee mit Gamal Abdel Nasser Bayt Ǧibrin in der zweiten Monatshälfte. In seiner Villa in Bayt Ǧibrin, deren malerische Ruine weithin zu sehen ist, traf ʿAbd alRahman alʿAzza Nasser und weitere Kämpfer, um die Verteidigung des Ortes zu besprechen, denn die Bewohner hatten sich auf eigene Kosten in Ägypten Waffen gekauft. Am 18. Oktober, während der israelischen militärischen Operation Joʾav entflohen die Einwohner, bevor Jigʾal Allon mit seinen Truppen am 27. Oktober 1948 in Bayt Ǧibrin einrückte.
Nach dem Krieg gingen Ismaʿil alʿAzza und seine Gattinnen zu den in Chirbat Istas verbliebenen Kindern und ihren Familien zurück. Und nach dem Waffenstillstandsabkommen von 1949 mit Transjordanien, kehrten seine geflohenen Angehörigen aus dem nun jordanischen Hochland von Hebron zurück. Wie in der vereinbarten Familienzusammenführung vorgesehen, sammelten sich die Familien am Aufenthaltsort des jeweiligen Familienoberhauptes. Ismaʿil alʿAzza gelang anhand osmanischer und britischer Dokumente sein Eigentumsrecht an dem Land nachzuweisen, und die Raschut Mequrqeʿei Jisraʾel (hebräisch רָשׁוּת מְקֻרְקְּעֵי יִשְׂרָאֵל ‚Behörde der Immobilien Israels‘) erkannte sein Recht an. Das Innenministerium aber erkannte alʿAzi nicht als Wohnort an, sondern führte es als landwirtschaftlicher Betrieb im Regionalrat Joʾav. Wie alle arabischen Israelis unterlagen die Einwohner AlʿAzis pauschal als womöglich zu Feindseligkeiten gegen Israel bereite Bürger israelischem Kriegsrecht, das ihnen bestimmte Aufenthaltsorte zuwies, ihnen Reisen nur mit Genehmigung erlaubte, und Ausgangssperren und Administrativhaft zuließ.
Die Villa Bayt Ǧibrin wurde enteignet auf Grundlage des Gesetzes über die Habe Abwesender, da der israelische Treuhänder über das zurückgelassene Vermögen kein Familienmitglied vorfand, und sie Ende 1948 in staatlichen Gewahrsam nahm. Mit dem Gesetz über die Habe Abwesender, das die Knesset am 20. März 1950 beschloss, wurden jene Araber, die während der bewaffneten Konflikte ihre Häuser und gegebenenfalls Ländereien verlassen hatten, entschädigungslos enteignet, einerlei wo die Abwesenden waren. Das galt also nicht nur für Palästinaflüchtlinge außerhalb Israels, sondern auch für schätzungsweise 46.000 Binnenflüchtlinge unter den 156.000 arabischen Israelis 1949, die in Israel an anderen als ihrem gewöhnlichen Aufenthaltsort Zuflucht gefunden hatten.
Für den Bahnbau enteignete der Staat 1955 einen Streifen Landes, 1915 bis 1918 Trasse der osmanischen Militärbahn, wo die Rakkevet Israel (RI) bis 1956 die Südbahn anlegte, der ab Ramla südlich abzweigende Abschnitt der RI-Hauptstrecke von Naharija nach Beʾer Scheva. Familie alʿAzza kritisiert, dass der enteignete Landstreifen um einiges breiter sei als für die Trasse der Südbahn notwendig.
Ismaʿil alʿAzza verunglückte 1966 tödlich bei einem Autounfall ausgerechnet an der Zomet al-Masmijjah, die durch seine Einwilligung ausgebaut worden war. Da er kein Testament hinterließ, erbten die Kinder gemäß muslimischer Erbfolge, auch jene, die 1948 ins Hochland von Hebron geflohen waren. Das nahm die Raschut Mequrqeʿei Jisraʾel (Bodenbehörde) zum Anlass, deren Erbteile, etwa 1000 Dunam, zu Gunsten des Staates einzuziehen, da sie als 1948 Abwesende auch später nicht berechtigt seien, 1948 im Familieneigentum gehaltene Ländereien zu erben.
Auch nach Aufhebung der Ausnahmebestimmungen für arabische Israelis 1966, erkannte das Innenministerium alʿAzi nicht als ständig bewohnte Ortschaft an, weshalb kein gültiger Bebauungsplan ausgewiesen, keine kommunale Daseinsvorsorge und auch keine Bildung angeboten wurden. Nachdem die bezirkliche Bauplanung ihnen keine Genehmigungen in Chirbat Istas gewährt hatte, errichteten zwei von Ismaʿil alʿAzzas Kindern in den 1960er Jahren sich neue Häuser in خِرْبَة طَرْطَر / Ḫirbat Ṭarṭar im westlichen Teil des Dorfes, auf Grundstücken, die ihnen gehörten. Die überwiegend jüdisch bewohnten Gemeinden umher, die teils selbst auf Land der alʿAzzas gegründet wurden und ihre Freundschaft mit der Familie wahrten, öffneten den Familienmitgliedern ihre kommunalen Dienste und setzten sich auf allen Ebenen für die Anerkennung alʿAzis als Wohnort ein.

### Seit Anerkennung als Wohnort 2001
Nach Jahrzehnten des Ringens mit dem Innenministerium erkannte Minister Eli Jischai im Sommer 2001 alʿAzi den Status als Wohnort in der Rechtsform eines Dorfes zu. Rani Trainin  (רָנִי טְרַייְנִין), seinerzeit Vorsitzender des Regionalrats Joʾav, sah die Regierung mit alʿAzis Anerkennung noch lange nicht am so lange verfolgten Ziel des Regionalrats und forderte, den über Jahrzehnte aufgelaufenen Rückstand an Infrastrukturinvestitionen wie in Wasserversorgung, Kanalisation, Straßenbeleuchtung und Zufahrtsstraßen für die etwa 50 Haushalte am Ort aufzuholen. Einwohner alʿAzis, Nachbargemeinden und der Regionalrat Joʾav hatten über die Jahrzehnte in Eigenhilfe einiges geleistet, doch um das im ländlichen Raum Israels übliche Ausstattungsniveau zu erreichen, veranschlagte Trainin mindestens fünf Millionen NIS und verlangte von Premier Ariel Scharon, alʿAzi in das Sonderprogramm der Regierung für Entwicklung und Hilfe im arabischen Sektor einzubeziehen.
Nasri Al-ʿAzza (نصري العزة), Mitglied in alʿAzis Dorfvorstand, berichtete 2006, für eine Gasleitung, den Ausbau der Südbahn und Hochspannungsleitungen seien 180 Dunam privaten Bodens am Ort enteignet, deren Entschädigung seinerzeit noch ausstand. Allein für den Bau des Abschnitts der Trans-Israel-Autobahn  zwischen den Anschlussstellen Mechlaf Soreq und Mechlaf Qirjat Gat (Baulose 19 und 20) in den Jahren 2006 bis 2007 kam es zu einem Landtausch, 64 Dunam privates Eigentum im Dorfgebiet wurde als Straßenland überbaut und im Gegenzug kündigte die Bodenbehörde Kfar Menachem 72 Dunam gepachtete Agrarflächen, um sie an Eigentümer im Nachbardorf zu übertragen.
Traditionell arbeiten alʿAzis Einwohner überwiegend in der eigenen Landwirtschaft mit Schwerpunkten in Schaf- und Rinderzucht. Doch viele gehen auch als Lohnunternehmer einer Erwerbstätigkeit in der Landwirtschaft außerhalb des Dorfes nach. Vor Ort bestehen weder ein Lebensmittelgeschäft, noch ein Postamt und auch keine medizinische Versorgung, weshalb die Bewohner für solche und andere Dienste auch weiterhin in die Nachbarorte fahren oder in die neun Kilometer weiter westlich gelegene Stadt Qirjat Malʾachi. Auch die Zufahrtsstraßen nach alʿAzi, eine von Kfar Menachem und die andere via Jinnon sind nicht gut ausgebaut.